# Люфт, Генрих Александрович
Ге́нрих Алекса́ндрович Люфт (3 марта [15 марта] 1899, село Сосновка, Камышинский уезд, Саратовская губерния — 16 января 1938, Москва) — председатель ЦИК и СНК АССР Немцев Поволжья. Входил в состав особой тройки НКВД СССР.

## Биография
Родился в семье сапожника в селе Сосновка (Шиллинг) Камышинского уезда Саратовской губернии. Отец — Иоганн Александр Люфт (1855—?), мать — Катарина Маргарета, урождённая Лейхнер (1861—?), была родом из села Усть-Золиха (Мессер).
В 1911 году Генрих Люфт окончил начальное училище при прядильной фабрике Саратовской мануфактуры. Работал мальчиком-конторщиком, рабочим фабрики.
В ноябре 1918 года вступил в ряды ВКП(б) и пошёл служить в РККА. Сначала был красноармейцем 414 стрелкового полка, затем — политруком 304 стрелкового полка 102 бригады, 34 стрелковой дивизии, начальником информационной части политотдела армии. Участвовал в боях против Деникина на Южном фронте.
В 1923 году был демобилизован и вернулся в Поволжье, где несколько лет работал помощником военкома. В 1927 году был назначен военкомом города Покровска (ныне Энгельс). В 1932—1933 годах — секретарь Бальцерского канткома ВКП(б). Затем, председатель потребкооперации — Немволгосоюза, уполномоченный комитета заготовок при СНК СССР по АССР Немцев Поволжья.
7 февраля 1936 на пленуме обкома ВКП(б) АССР Немцев Поволжья назначен председателем ЦИК и Совнаркома республики. 8 февраля 1936 года утверждён в этой должности на IV сессии ЦИК АССР НП. В этот период входил в состав особой тройки, созданной по приказу НКВД СССР от 30 июля 1937 года. Участвовал в сталинских репрессиях. В частности, на юбилейной 20-й областной конференции ВКП(б) АССР НП (1-4 июня 1937), незадолго до своего ареста, разоблачал «врагов народа».
Был делегатом Чрезвычайного VIII-го Всесоюзного съезда Советов (ноябрь-декабрь 1936 года), принявшего Конституцию СССР.
21 марта 1937 года 7-й сессией ЦИК АССР НП 9-го созыва освобождён от обязанностей председателя ЦИК АССР НП с сохранением обязанностей председателя Совнаркома АССР НП. Член Совета Национальностей ЦИК СССР.
Г. Люфт, оговорённый Иосифом Влударчиком, был арестован в августе 1937 года по делу «о подпольной националистической фашистской организации» в АССР Немцев Поволжья. Обвинён в троцкизме. 22 декабря 1937 года приговорён к высшей мере наказания по Сталинским расстрельным спискам. Осуждён Военной коллегией Верховного суда СССР. Расстрелян в Москве 16 января 1938 года.